# 沃姆克河
51°56′15.8″N 9°13′55.7″E / 51.937722°N 9.232139°E

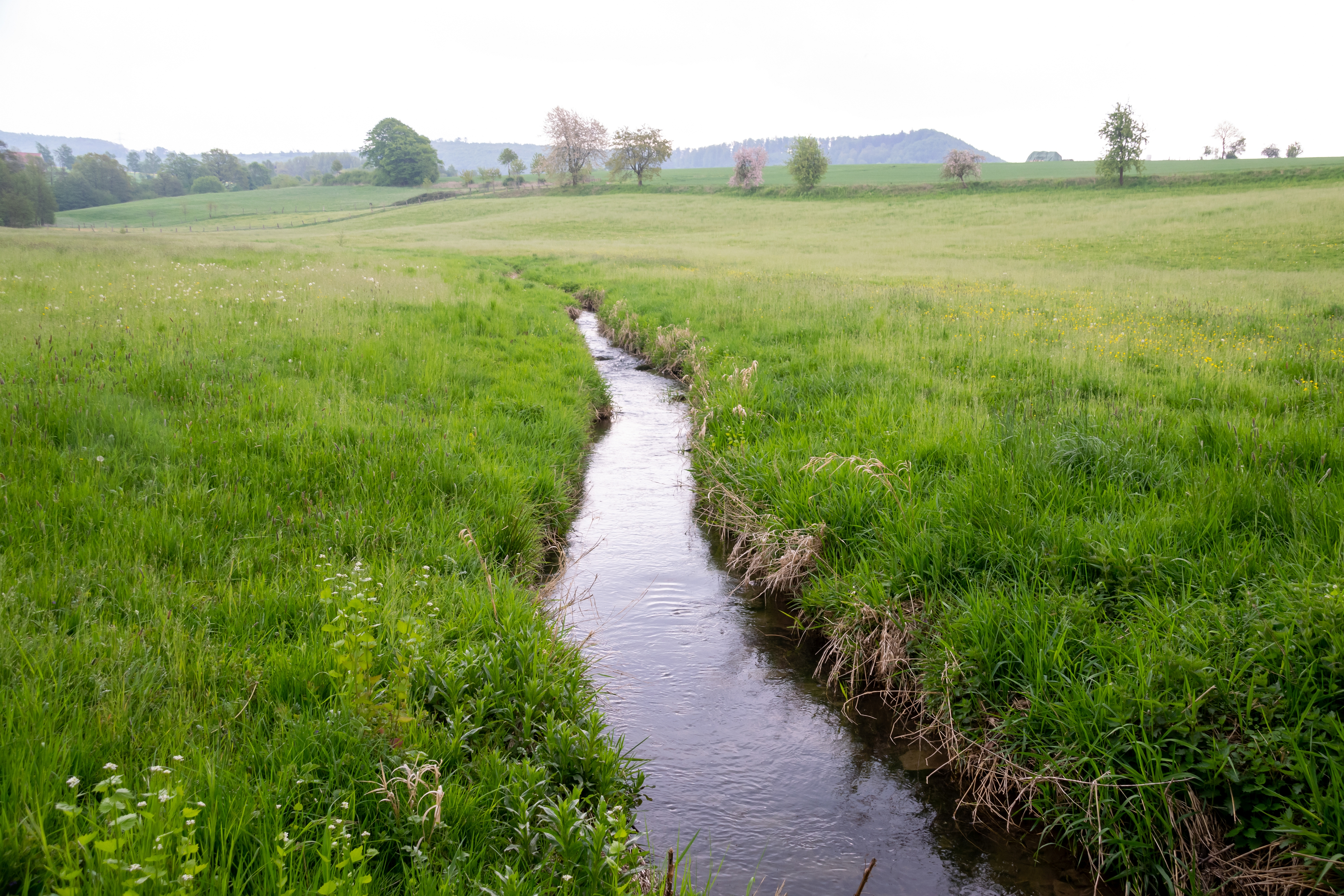
沃姆克河

沃姆克河（德語：Wörmke）是德國的河流，位於該國西部，流經北萊茵-威斯特法倫州和下薩克森州，屬於埃默河的右支流，河道全長10.5公里，流域面積49平方公里。